# Gasarara (periodiskt vattendrag i Burundi, Muyinga)
Gasarara är ett periodiskt vattendrag i Burundi.   Det ligger i provinsen Muyinga, i den nordöstra delen av landet, 120 kilometer öster om huvudstaden Bujumbura.
Omgivningarna runt Gasarara är en mosaik av jordbruksmark och naturlig växtlighet. Runt Gasarara är det ganska tätbefolkat, med 214 invånare per kvadratkilometer.